# Levokumskij rajon
Il Levokumskij rajon (in russo Левокумский район?) è un rajon del Kraj di Stavropol', nel Caucaso.